# Vínbúð
Vínbúð, littéralement « la boutique de vin », est une chaîne de magasins islandaise de vente au détail donc la particularité est d'être l'unique revendeur d'ÁTVR, l'entreprise d'État détenant le monopole de la vente d'alcool et de tabac.

## Activités

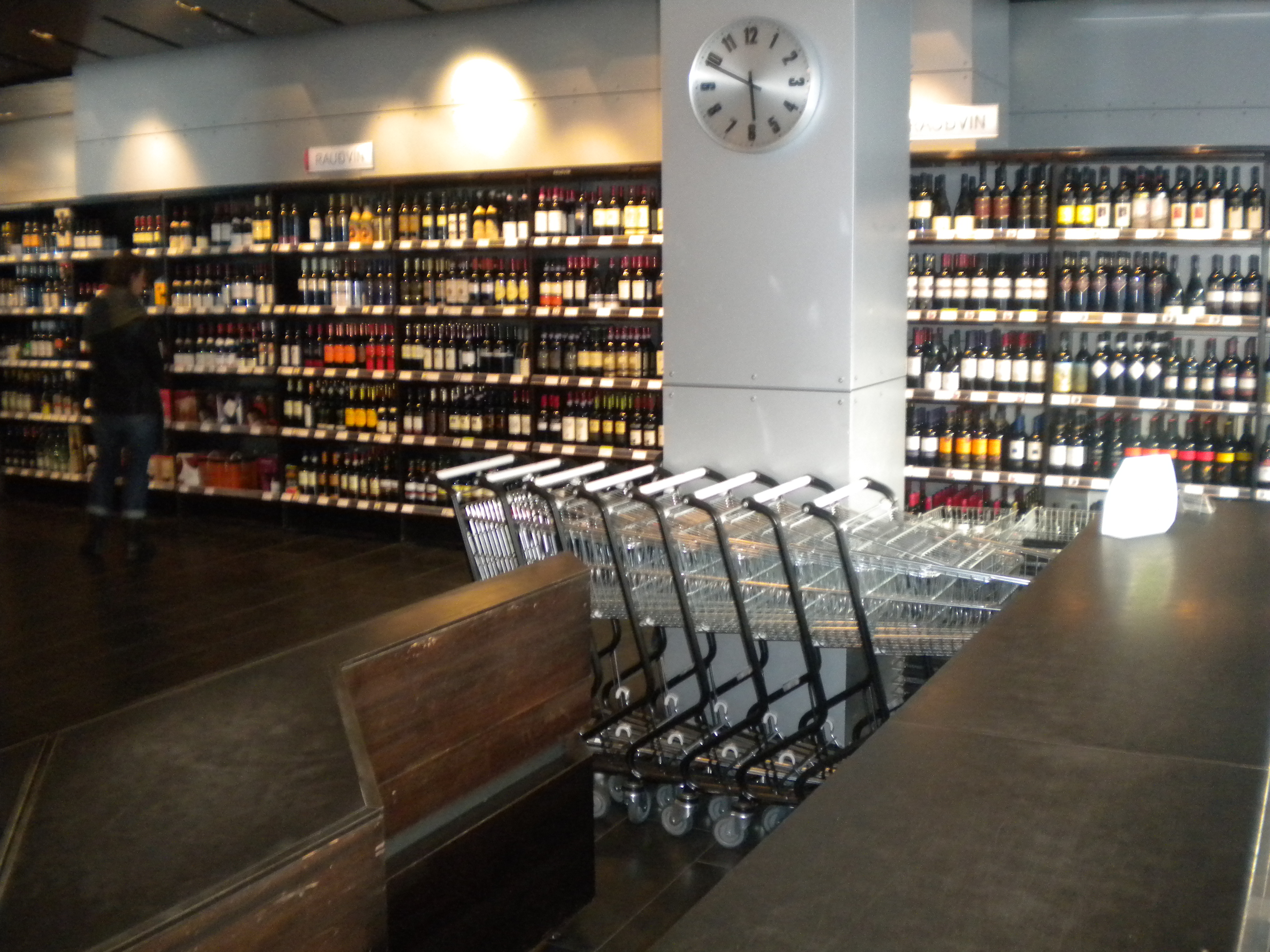
L'intérieur d'un Vínbúð à Reykjavik.

En 2023, il existe cinquante-neuf Vínbúð en Islande. Selon leur taille et leur emplacement, les magasins Vínbúð contiennent une sélection plus ou moins variée de produits, mais les clients peuvent demander des transferts de produits entre magasins. Les horaires d'ouverture varient selon les emplacements, et les Vínbúð sont toujours fermés le dimanche. 

## Histoire
Vínbúð est fondée en 1961 pour être l'unique revendeur d'ÁTVR, l'entreprise d'État détenant le monopole de la vente d'alcool et de tabac.
En 2022, une étude d'opinion révèle une volonté croissante de la population islandaise d'élargir la vente d'alcool à la grande distribution. Les prix appliqués par Vínbúð sont élevés, poussant de nombreux locaux à se fournir en alcool lors de leurs passages aux boutiques hors-taxes des aéroports,. L'Islande est le pays d'Europe qui applique les plus fortes taxes sur les ventes d'alcool en 2017 et les prix les plus élevés après la Finlande en 2021.